# Megasema vallesiaca
Megasema vallesiaca là một loài bướm đêm trong họ Noctuidae.